# Arthur Whetsol
Arthur Whetsol, all'anagrafe Arthur Parker Schiefe (Punta Gorda, 22 febbraio 1905 – New York, 1º maggio 1940), è stato un trombettista statunitense, noto soprattutto per la sua militanza nell'orchestra di Duke Ellington quando era ai suoi inizi.

## Biografia
Arthur Whetsol era un amico d'infanzia di Duke Ellington e uno dei membri originari dei suoi Washingtonians. Seguì Ellington a New York nel 1923, unendosi assieme a Duke al gruppo di Elmer Snowden. Un anno più tardi però abbandonò il gruppo per andare a studiare medicina alla Howard University. Tornò dopo qualche anno e fu un membro permanente dell'orchestra nel periodo 1928-1936. Nel 1937, colpito da una malattia cerebrale fu costretto a ritirarsi. Morì 3 anni dopo, poco più che trentacinquenne.
Whetsol aveva un bel suono, sostenuto da una tecnica non comune. Il suo stile lirico si sposava bene con i concetti musicali di Ellington che, verso la fine degli anni 1920 lo mise in evidenza in molti assoli (notevoli quelli in "Mood Indigo", "Black and Tan Fantasy" e "Black Beauty"), sfruttando il contrasto tra il suo stile e l'aggressivo ringhio jungle di Bubber Miley e in seguito di Cootie Williams. Whetsol si può osservare, in grande evidenza, nel film musicale del 1929 "Black and Tan".